# Hrabstwo Zavala

Piramida wieku hrabstwa

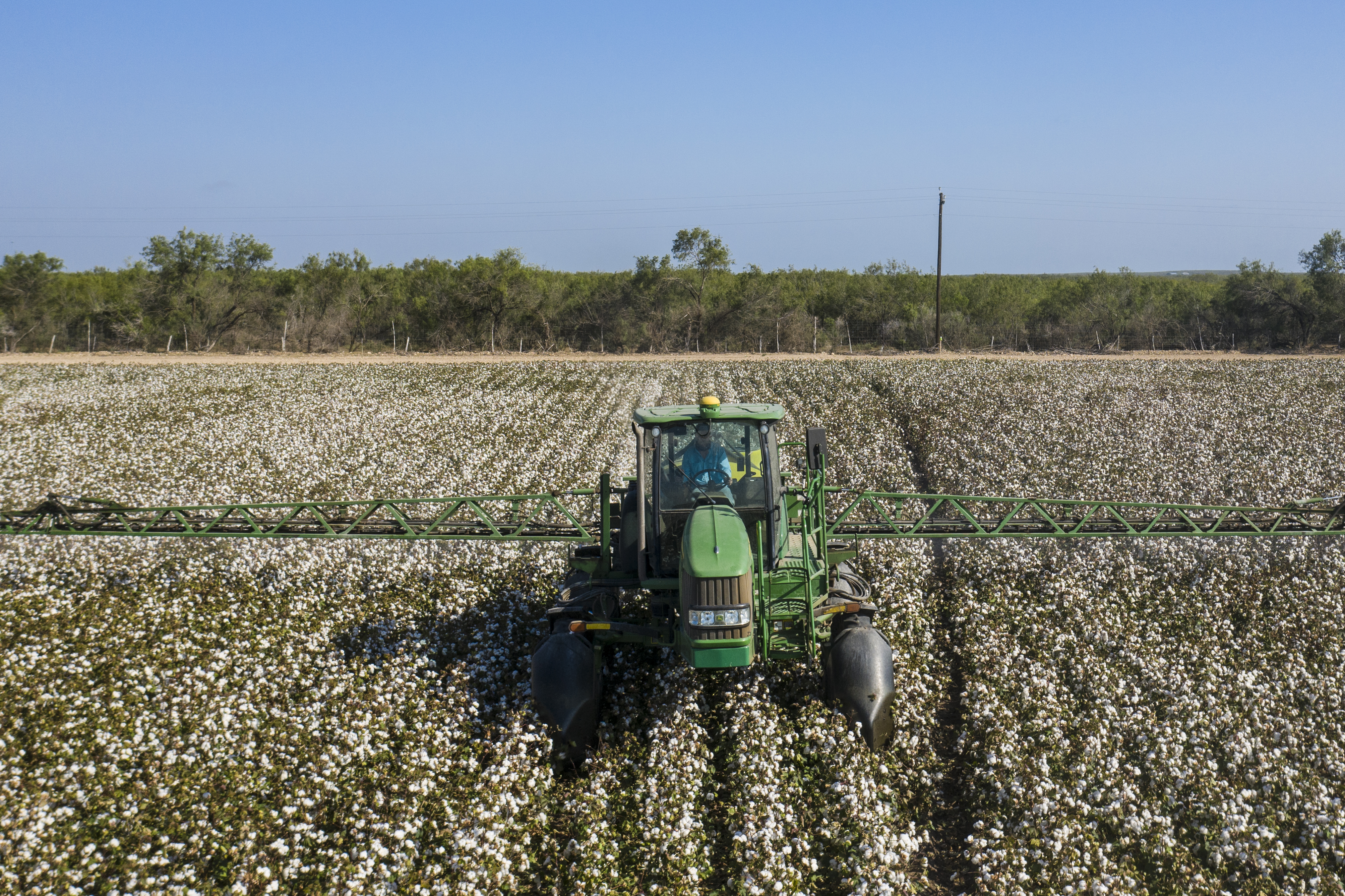
Opryski pola bawełny w Batesville

Hrabstwo Zavala – hrabstwo położone w USA, w stanie Teksas. Utworzone w 1858 r. Według danych z 2023 liczy 9312 mieszkańców (w tym 92,7% to Latynosi i 6% urodziło się poza granicami USA). Siedzibą hrabstwa jest Crystal City (65% mieszkańców hrabstwa).
Przez hrabstwo przebiega gęsta sieć rzek. Rzeka Nueces odwadnia obszary środkowy i zachodni, a rzeki Leona i Frio odwadniają region wschodni. Jezioro Comanche, położone 10 km na zachód od Crystal City, jest popularne wśród sportowców.

## Gospodarka
76% areału gospodarstw stanowią pastwiska, 14% obszary leśne i 7% uprawy. 
- uprawa warzyw – 3. miejsce w stanie[3] (fasola, szpinak, cebula, kapusta, marchew, ogórki)[4]
- uprawa owoców – 20. miejsce w stanie[3] (orzechy pekan, arbuzy, kantalupy, słoneczniki)[4]
- wydobycie ropy naftowej (30. miejsce) i gazu ziemnego[5]
- uprawa pszenicy, bawełny, kukurydzy i sorgo[3]
- hodowla bydła i kóz[3]
- łowiectwo[4].

Należy do pięciu najbiedniejszych hrabstw Teksasu. Średni dochód gospodarstwa domowego (dane z 2023) wynosi 41 887 dolarów, zaś dochód na mieszkańca 20 605 dolarów. 28,9% mieszkańców żyje poniżej relatywnej granicy ubóstwa.

## Sąsiednie hrabstwa
- Hrabstwo Uvalde (północ)
- Hrabstwo Frio (wschód)
- Hrabstwo Dimmit (południe)
- Hrabstwo Maverick (zachód)
- Hrabstwo La Salle (południowy wschód)

## CDP
- Amaya
- Batesville
- Chula Vista
- La Pryor
- Loma Grande

## Demografia
- Latynosi – 92,7%
- biali nielatynoscy – 5,7%
- czarni lub Afroamerykanie – 1,9%
- rdzenni Amerykanie – 1,5%
- rasy mieszanej – 0,9%
- Azjaci – 0,4%[1].

## Religia
Hrabstwo posiada 3. co do wielkości odsetek katolików (83,8%) w USA. Pozostali to głównie zielonoświątkowcy (7,2%), baptyści (3,7%) i inni protestanci. 